# Мокрі Яли
Мо́крі Яли́ — річка в Україні, притока Вовчої (басейн Дніпра). Довжина — 147 км. Бере початок на Приазовській височині. Джерела біля села Златоустівка. Гирло знаходиться поблизу села Грушівське та села Філія. 
Площа сточища — 2660 км².

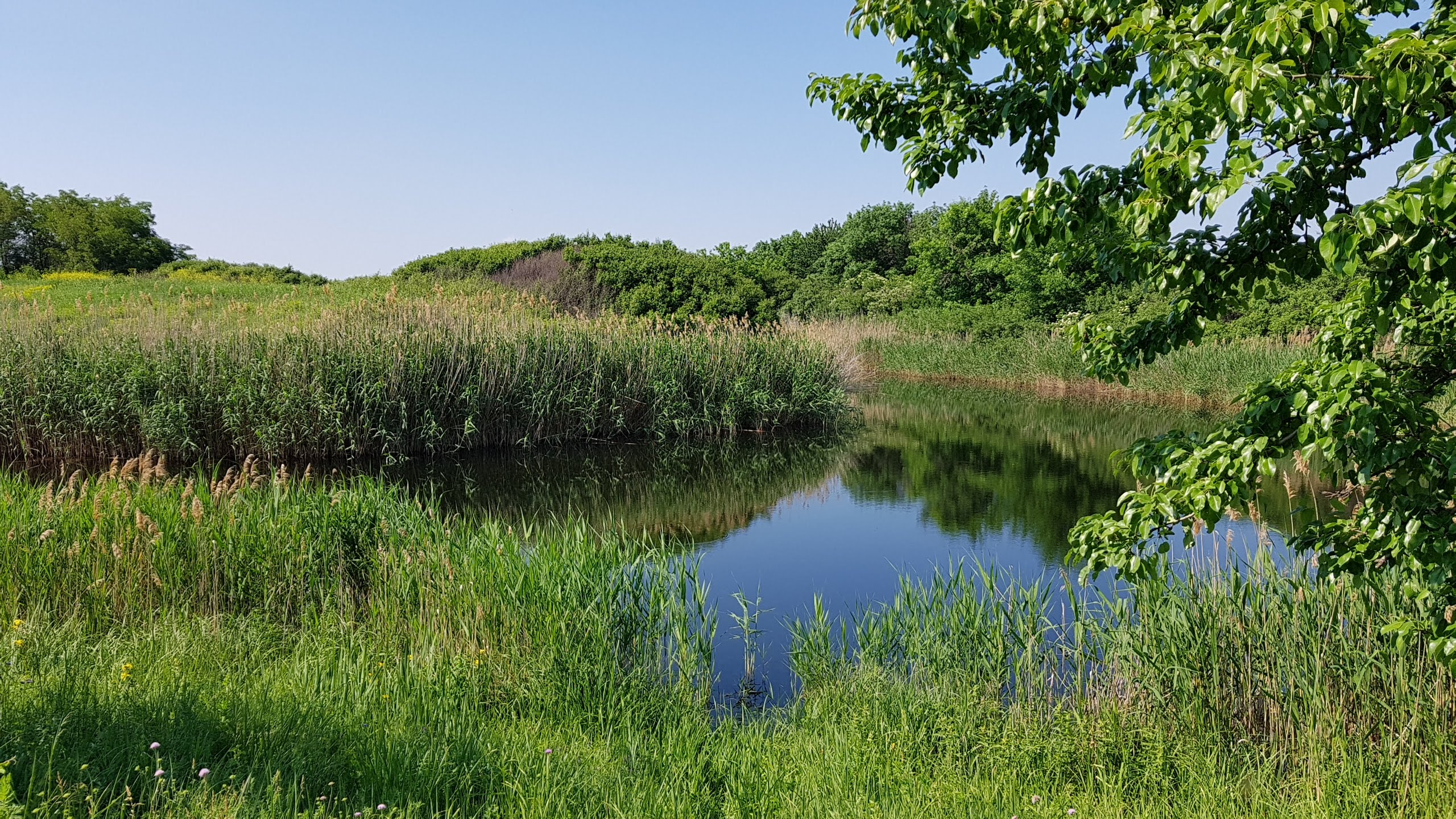
Гирло річки Мокрі яли

Недалеко від гирла біля села Старомлинівка та селища Велика Новосілка ширина сягає 50 м. Русло річки очищають[коли?], що робить її більш повноводною.[джерело?]

## Назва
Над річками Мокрі Яли та Сухі Яли у кінці 18 сторіччя заснували свої села уруми (так звані "греко-татари"), переселенці з Криму. Назви цих річок пішли від урумського слова "яли" - берег.

## Притоки

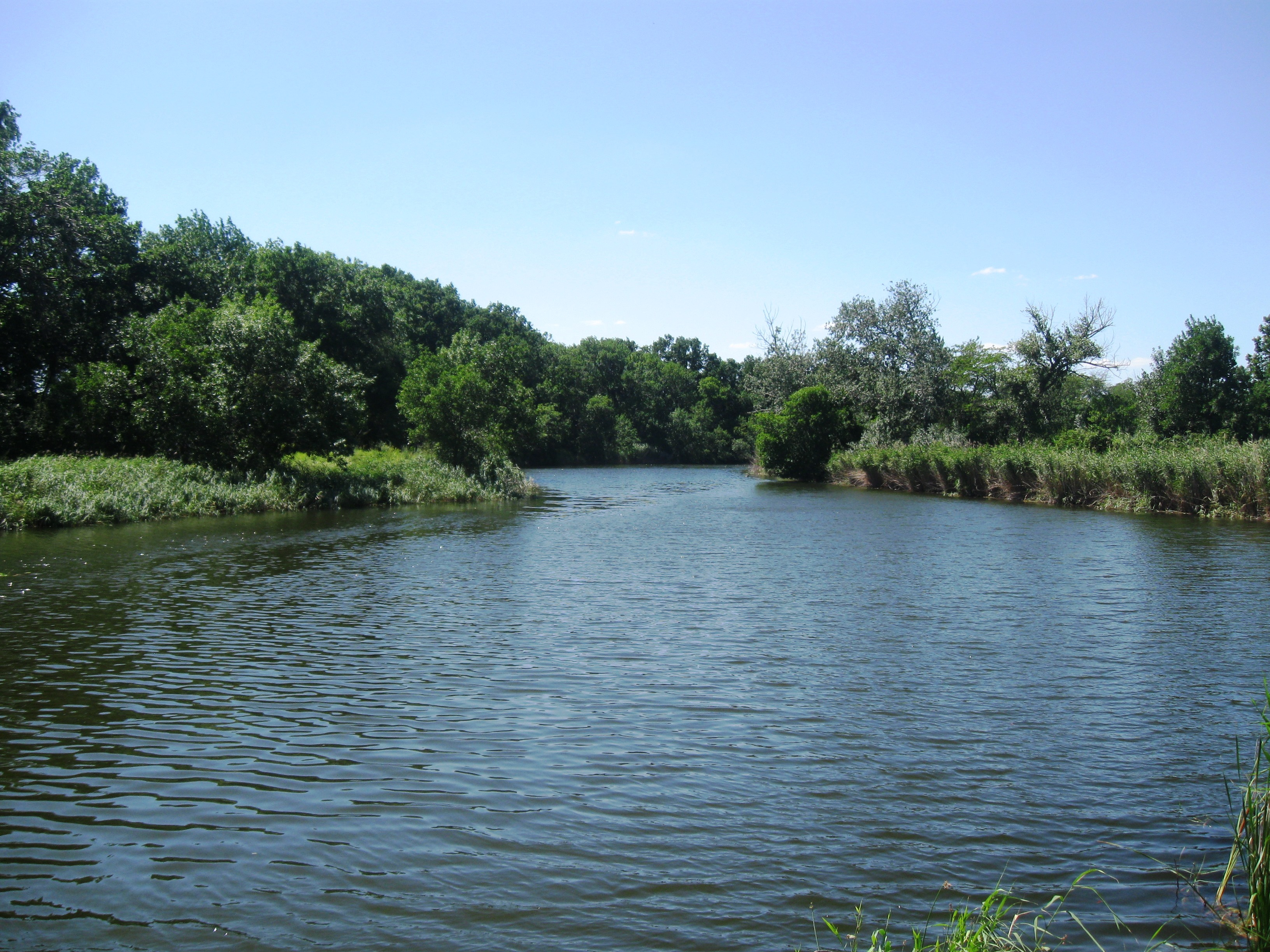
Гирло річки Кашлагач, правої притоки Мокрих Ялів

У річку впадає 42 малих річок та струмків (у тому числі 28 довжиною менше за 10 км). Сумарна довжина приток Ялів — 381 км (у тому числі струмків менше 10 км — 87 км). Густота річної мережі — 0,20 довжини річок на км² площі водостоку.

### Праві
- Холодні Терни — річка (джерела біля міста Волноваха)
  - балка Суха, урочище Лузове (зліва)

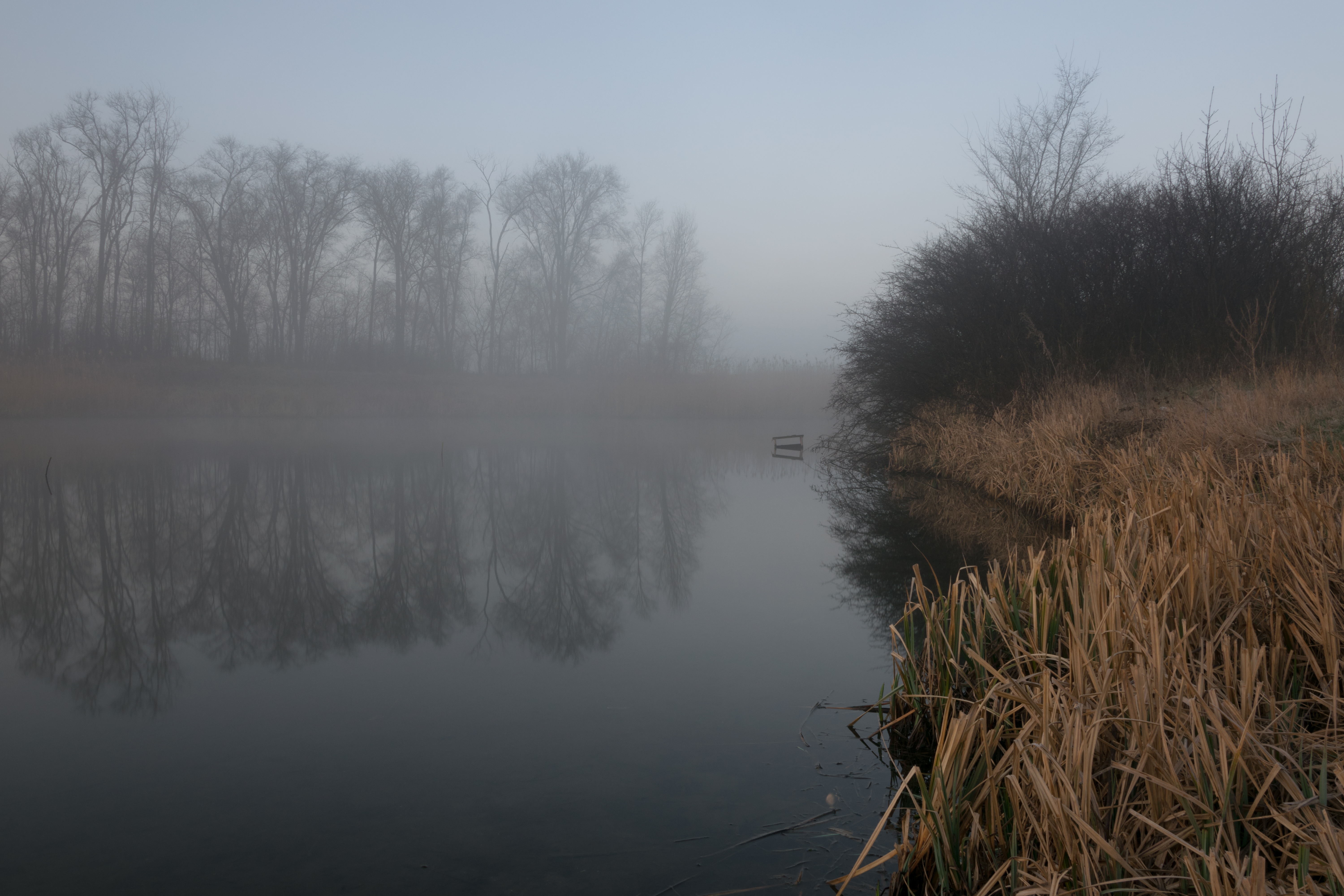
Світанок на річці Мокрі Яли

  - урочище Янхутір (справа)
  - урочище Мануйлівка (зліва)
- річка Яр Осози
  - балка Біла (справа)
- балка Суха
- річка Шайтанка
- річка Кашлагач
- балка Кам'яна (село Роздольне)
- балка Малтабар

### Ліві
- Суха Яла (село Новомлинівка)
  - балка Коротиш (Каратиш) 1-а
  - балка Коротиш (Каратиш) 2-а (село Розівка)

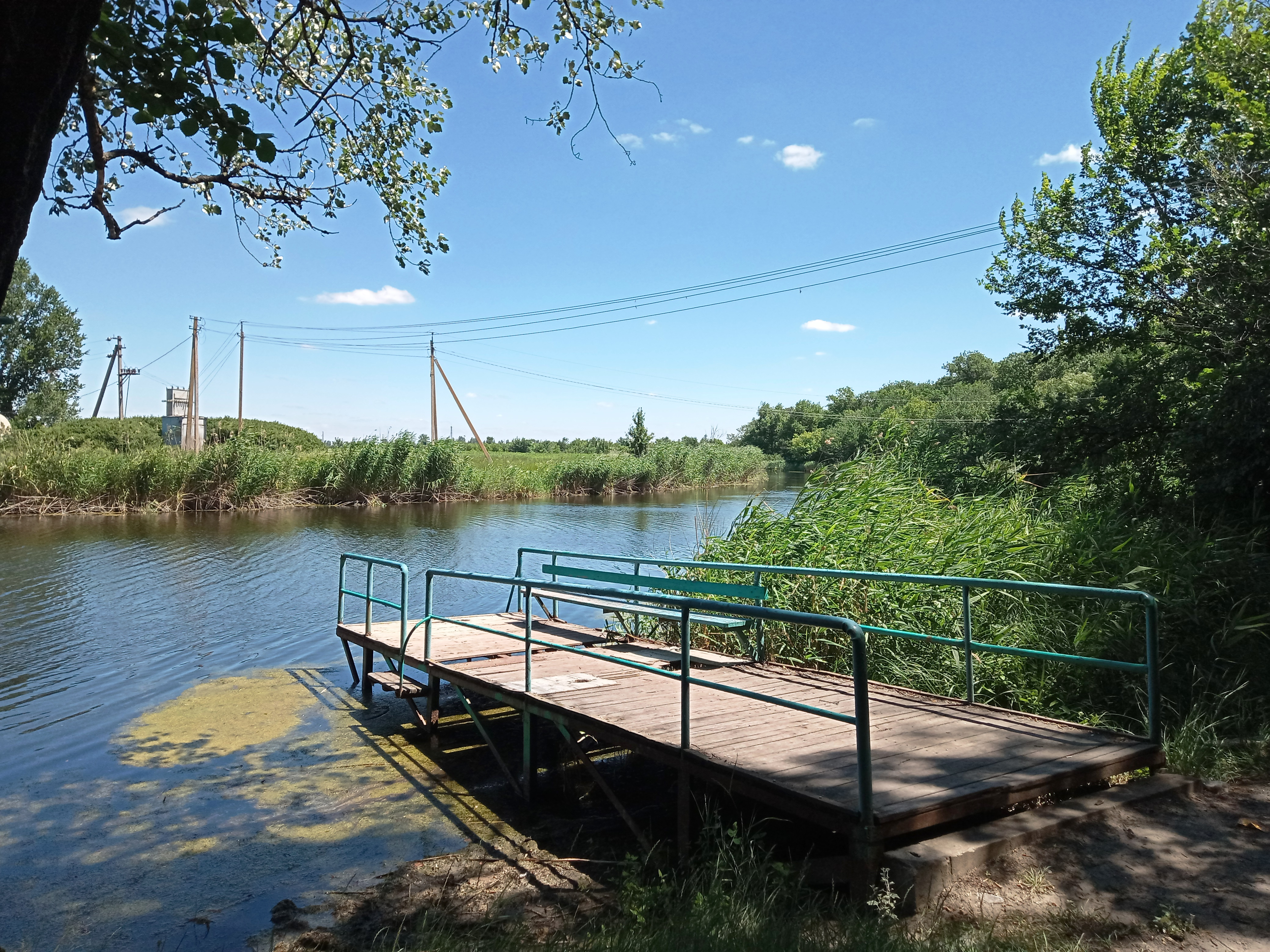
Місточок на річці Мокрі Яли. Ландшафтний заказник Нескучненський ліс.jpg

- балка Широка
- балка Поперечний Яр
- балка Глевата
- Кобильня (село Пробудження)
  - балка Зелена (зліва)
    - Мала Кобильна (справа)

  - Мала Кобильна (село Мар'янівка)
- урочище Українка
- річка Тонка

## Поселення
- селище Велика Новосілка
- села: Нескучне, Нова Каракуба, Новопетриківка, Старомлинівка, Времівка та Комар

На лівому березі Мокрих Ялів біля села Нескучне розташований парк садиби Володимира Немировича-Данченка. Лісовий парк має 16 га та меморіальний музей.